# Fortaleza de Chakvinji
La Fortaleza de Chakvinji (en idioma georgiano:ჭაქვინჯის ციხე), se encuentra en el municipio de Zugdidi en la región de Samegrelo-Zemo Svaneti, en el pueblo de Jihaskari, a orillas del río Chanistskali, edificada sobre una montaña alta.

## Historia
El famoso historiador y geógrafo georgiano del siglo XVIII Vakhushti Batonishvili, lo describió desde una fuente histórica «en el área de la fortaleza del palacio de verano de Samegrelo». En esta fortaleza nació el último gran personaje David Dadiani el 26 de enero de 1813.
En dichos populares se dice que la fortaleza entre los siglos XIV - XVII fue construido por los turcos, pero en la entrada al fuerte está indicada la fecha del siglo XVII. Otra opinión de la población es que fue construida por piedras del río Chanistskali, formando como una cadena viviente creada por ellos y cada uno entregaba las piedras al siguiente. La fortaleza de Jihaskari fue de gran importancia en la perspectiva estratégica militar del feudalismo, sufrió muchas invasiones por parte de los turcos. En 1905, durante la revolución, las fuerzas de Adelkhanov invadieron Jihaskari, Chakvinji y sus aldeas adyacentes. En los días de lucha por el establecimiento del poder soviético en Georgia, las fuerzas mencheviques ocuparon la fortaleza de Jihaskari, desde donde hubo un contraataque por la población local. Los mencheviques fueron expulsados por los bolcheviques.
Según estudios arqueológicos realizados en la fortaleza Chakvinji tenía una ciudadela, torres y una iglesia junto con otras estructuras. En 2017, los medios de comunicación locales informaron de que la fortaleza había sufrido graves daños y estaba a punto de derrumbarse. A pesar de ser un Monumento cultural inamovible de importancia nacional de Georgia, hasta octubre de 2017 no se habían realizado obras de rehabilitación.

## Estudios arqueológicos

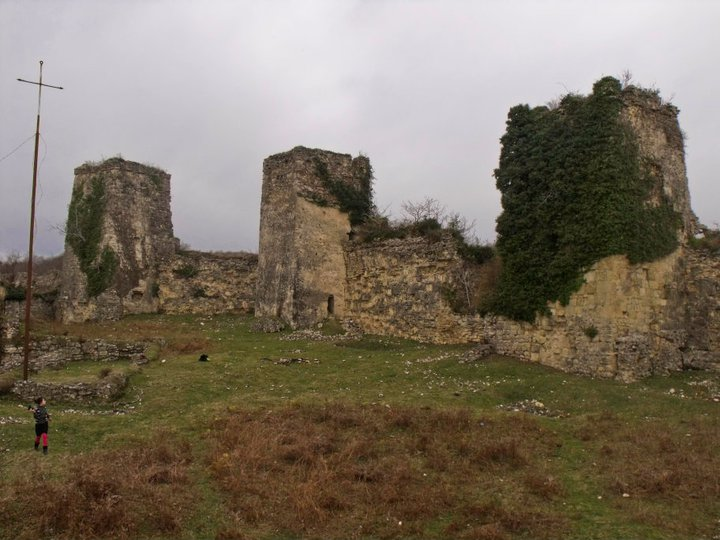
Vista de la cerca con las torres.

La disposición arqueológica del área de la fortaleza y la fijación de estructuras arquitectónicas se produjo en 1968-1969. La duración de estas excavaciones durante el primer año fue de 45 días, y en el segundo año de 30 días. Dentro del fuerte hay un pequeño habitáculo que parece haber sido utilizado como enterramiento. Como dicen los dichos locales, esto fue en la antigüedad cuando había un cementerio en el momento de la guerra, «cuando el cuerpo del hombre no podía ser retirado para su entierro normal». La antigua iglesia todavía está en la prisión en el norte de la ciudadela. Está muy dañada, pero las formas básicas todavía son posibles de apreciar. En medio de la prisión hay un pozo, que tiene 40 m de profundidad.  Hay otra pequeña fortaleza un poco distante de la prisión, al norte y en medio de estas dos fortalezas, había un camino perdido que todavía está. Cuando estaban en la cárcel con el enemigo durante la guerra, el agua de los pozos había desaparecido, y de una manera oculta fueron llevados los prisioneros a una pequeña cárcel y donde allí se pudo sacar el agua. El problema del suministro de agua a los constructores de la prisión fue siempre lo primero: los constructores lo pensaban antes y buscaban un lugar que estuviera estratégicamente justificado y que hubiera una fuente o pozo. Si no había tal lugar, entonces el agua del río era llevada al fuerte a través de un túnel. Si no podía ser así, entonces el pozo era excavado en el patio; lo cual era fácil de encontrar en las llanuras, pero en la montaña era imposible o difícil. En Chakvinji se está estudiando sobre esta última situación. La ciudadela está situada en la montaña, y debió de haber sido muy profunda la excavación para encontrar el agua. El nombre de la prisión se deriva de este conducto «Chakvinji» que se traduce como «la raíz del pozo». 
Construyeron una extensa cerca en el norte de la fortaleza, donde se encontraba la fuente del valle. Desde la gran prisión hacia el noroeste hay alrededor de 80 chimeneas (hornos), una chimenea explotó, donde se encuentra el antiguo palacio de Samegrelo de Levan Dadiani. En medio de este palacio y la gran fortaleza todavía hay una pasarela oculta.
El profesor Parmen Zakaraia explica que la fortaleza de Chakvinji es una fortaleza consistente en una ciudadela y otra fortaleza inferior. Las excavaciones arqueológicas han revelado varias capas de construcción: la primera perteneciente a los siglosa III-IV ; la segunda capa pertenece a los siglos VIII-IX y la tercera los siglos XVI-XVII. La ciudadela se erige sobre la alta montaña, rodeada por cuatro torres en los lados norte y este. La ciudadela alta está conectada con la fortaleza inferior. Hay un túnel en la pendiente, al final del cual se alza una torre. Parte de una fuente está en la cárcel inferior. La «Cámara de X» estaba ubicada en el centro de la sección sur del patio de la prisión, quedando actualmente, solo el primer piso.

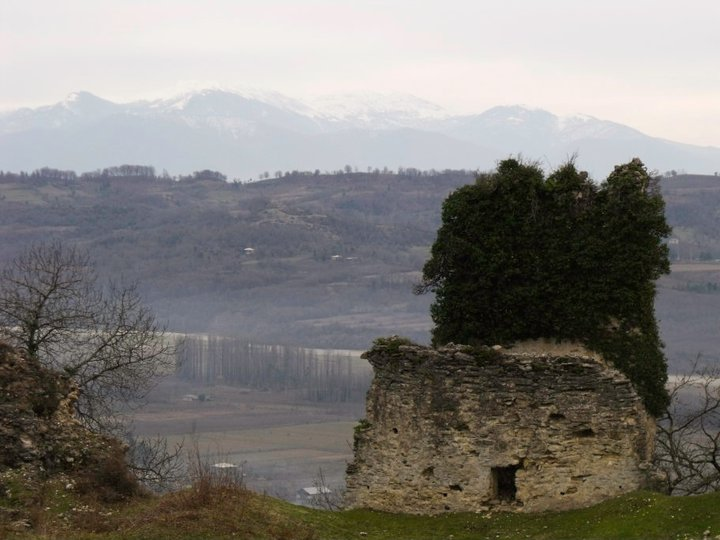
Vista de las ruinas.

El castillo está muy dañado. En las ruinas no es posible determinar el tipo inicial, incluso a veces es imposible despejar la dirección del muro. El castillo consta de dos partes: una de la ciudadela, que tiene una montaña alta y un gran patio de la fortaleza en ella. Como resultado de las excavaciones, este plano de patio fue casi restaurado. Aquí también hay torres. Una de pie en el medio este de las colinas estaba realizada con un propósito especial, está construida con túnel, muy alto y ancho conectado a la ciudadela. Estaría destinado al servicio interno de la guarnición. Con ataques difíciles, podrían mantener un ataque inesperado desde la torre durante el cerco. La ciudadela se encuentra principalmente edificada entre los siglos IV-V, y el túnel y la torre del siglo XV.
Después de la excavación total de la ciudadela, las capas de construcción se dividen y se ubican en una larga colina elíptica. Los constructores son muy conscientes del relieve del terreno. Es difícil llegar a lugares en el suelo y en el norte, donde hay tres torres en la cerca. Todo esto puede ser fechado por el período inicial del Reino Egris. Esta capa ha cambiado la cara varias veces en las siguientes épocas, pero la principal se ha conservado. La reconstrucción visible fue experimentada por la fortaleza hacia los siglos XIII-XIV. Fuertes ataques enemigos dañaron a la ciudadela. En la parte inferior construyeron una torre y la torre interior fue reconstruida.
En los siglos siguientes, la invasión de enemigos consiguió una desaparición de la prisión. Grandes obras de restauración tienen lugar desde el siglo XVI. La restauración y obra complementaria de esta época es visible en todas partes. El camino hacia la fortaleza ahora pasa de sur a norte y la ciudadela desde el este. Pero antes, la carretera parecía estar llegando al oeste de la ciudadela. Había una puerta pequeña, y la puerta de entrada en el patio inferior debía estar sobre la fuente, y en el lado opuesto no había rastro de la puerta en la cárcel inferior, ni las huellas de los muros. La ciudadela se encuentra en el norte de la entrada principal. Es imposible presentar el tipo original de prisión, su crecimiento y los siguientes cambios, ya que no se encuentra material gráfico. En las fuentes documentales no se menciona, de hecho, hasta el siglo XVII. El castillo de Chakvinji es descrito brevemente por el etnógrafo Sergi Makalatia; como fecha de la prisión toma entre los siglos XVI-XVII.

## Arquitectura

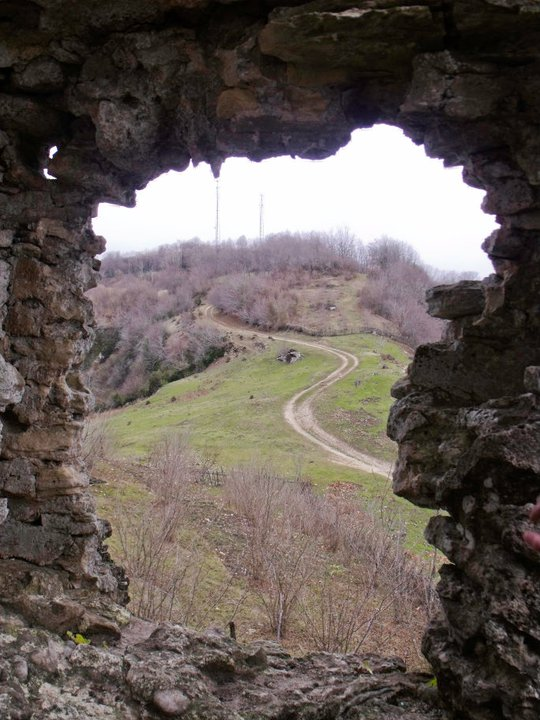
Salida del túnel.

La pendiente debajo del fuerte corre lentamente hacia el río Chanistskali. El camino hacia el castillo está ahora en el sur, pero en la antigüedad estaba en el oeste de la ciudadela. Había una puerta pequeña, y en el fondo del patio inferior.
El castillo está muy dañado. En las ruinas es imposible determinar el tipo inicial, incluso a veces es imposible despejar la dirección de la pared. Según las investigaciones arqueológicas realizadas entre 1968 y 1969, la fortaleza consta principalmente de dos partes: una ciudadela y una relacionada con el castillo inferior con una gran área. La ciudadela está ubicada en la carretera, y el gran patio de la fortaleza está ubicado en el norte, en un relieve difícil, desde la segunda parte de la cerca hasta la muralla, y los restos de la última torre en el norte y el este, donde se encontraba el túnel. Cabe señalar aquí que la fuente en la sección noroeste estuvo involucrada en la cerca. 
La revisión de la prisión llevó a la conclusión de que aquí hay tres capas cronológicas: la antigüedad medieval, la medieval desarrollada y la medieval tardía.

### Ciudadela
Después de efectuar la excavación total de la ciudadela, las capas de construcción se separaron. La ciudadela se encuentra en una larga colina elíptica. Los constructores eran muy conscientes del relieve. Es difícil encontrar los lados en el suelo y en el norte, donde es fácil encontrar tres torres en la muralla. Todo esto puede ser fechado por el período de los siglos IV-V. Esta capa ha cambiado muchas veces a lo largo de los siglos, manteniendo únicamente lo básico.
Se experimentó una importante reconstrucción en los siglos XII-XIV. Fuertes ataques enemigos dañaron la fortaleza. Se construyó una torre al final de la ciudadela este, y se reconstruyó la torre del norte. En la misma línea, las torres se transformaron notablemente.
En los siglos siguientes las invasiones enemigas fueron frecuentes, lo que lleva a una prisión muy dañada. Grandes obras de restauración tuvieron lugar desde el siglo XVI. La restauración y obra complementaria de esta época está en casi todas partes. Especialmente en el sur, la cerca se agrega en los siglos XVI-XVII. La parte inferior de la fortaleza, la sección norte, era un área bastante compleja y grande. Lamentablemente, a causa de casi su desaparición, nada se puede decir de ella.

### Torre

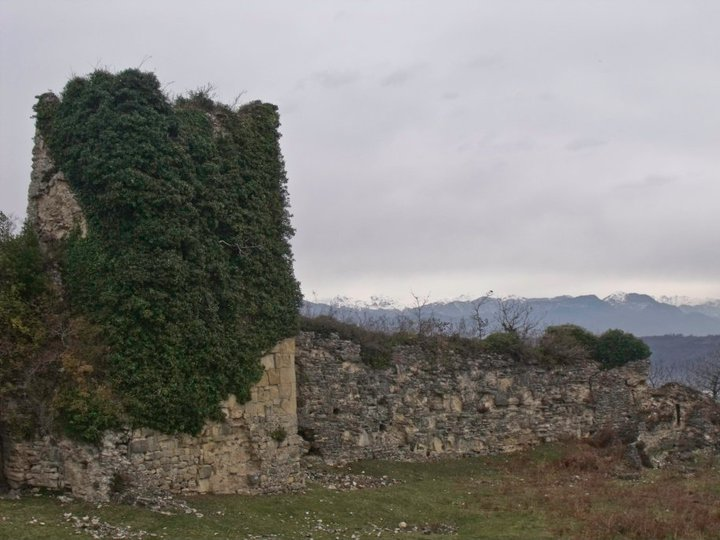
Torre de la fortaleza.

La torre en la sección noreste del patio inferior del fuerte se construye a lo largo del túnel desde el cual el túnel va a la puerta de la ciudadela. Desde aquí, los guerreros y las fuerzas circundantes saldrían de la torre, atacando repentinamente al enemigo. Este método no es nuevo, a menudo se encuentra en la antigüedad y en las prisiones medievales. En sí, la torre y el túnel están construidos en los siglos XV y XVI. Las excavaciones revelaron el palacio y la iglesia en la ciudadela. Hay varios edificios, pero su plano no puede ser restaurado.

### Cámara

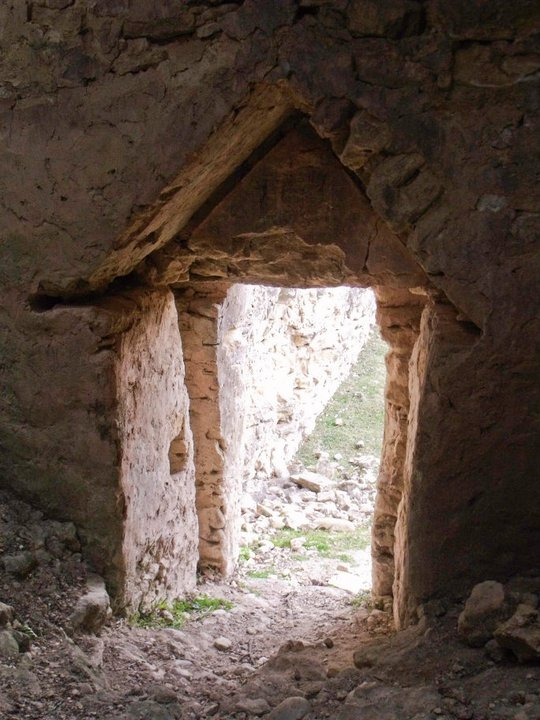
Vista de las ruinas de la cámara.

Se encuentra en la parte sur. Las paredes que quedan son de un metro de alto. La entrada estaba en el centro del muro norte. El plano de la cámara es un rectángulo largo. Hay dos columnas en su centro, parece que los arcos a los que se unían a las paredes de las cámaras se movieron sobre ellos. El primer piso debía ser para un ayudante. El segundo piso sería para vivir. Según los datos generales, la cámara se remonta a los siglos IX-X.

### Iglesia
La iglesia fue construida en la parte oriental de la ciudadela, es la iglesia de Garnizon y sus habitantes. Estaba decorada con hileras altas de piedra. Arreglos decorativos también se utilizaron en la fachada sur, la edificación de la iglesia se remonta a los siglos XII-XIV.
La iglesia es muy pequeña, se le llama «la iglesia de la puerta». Además el jefe de la prisión ordinaria en la ciudadela, sería propetario del local, si no siempre, al menos en casos especiales. No se excluye que en el momento de la construcción de la iglesia no hubira un castillo, ni una fortaleza. La historia no dice cuando la iglesia fue destruida. Las respuestas directas a esto no se pueden encontrar en las ruinas, pero algunas de ellas si sirvieron. En la excavación de la iglesia se encontraron algunos íconos de plata. Los fragmentos de ese ícono apuntan estilísticamente a los siglos XVII-XVIII. Diez monedas de monedas de plata fueron encontradas en el piso del altar de la iglesia, acuñadas en Montreal y Estambul (Constantinopla) y disponibles en el siglo XVIII. Al final, el enemigo (otomano) tomó el castillo, lo dañó y destruyó la iglesia.